# Cantonul Pré-en-Pail
Cantonul Pré-en-Pail este un canton din arondismentul Mayenne, departamentul Mayenne, regiunea Pays de la Loire, Franța.

## Comune
| Comune                | Populație (1999) | Cod poștal | Cod INSEE |
| --------------------- | ---------------- | ---------- | --------- |
| Boulay-les-Ifs        | ...              | 53370      | 53038     |
| Champfrémont          | ...              | 53370      | 53052     |
| Pré-en-Pail           | ...              | 53140      | 53185     |
| Ravigny               | ...              | 53370      | 53187     |
| Saint-Cyr-en-Pail     | ...              | 53140      | 53208     |
| Saint-Pierre-des-Nids | ...              | 53370      | 53246     |
| Saint-Samson          | ...              | 53140      | 53252     |